# 西方 (指宿市)
西方（にしかた）は、鹿児島県指宿市の大字。旧薩摩国揖宿郡指宿郷拾九町村の一部、薩摩国揖宿郡指宿郷西方村、揖宿郡指宿村大字西方、揖宿郡指宿町大字西方。人口は5,619人、世帯数は2,308世帯（2010年10月1日現在）。郵便番号は891-0311。
「西方」という大字名は江戸時代に拾九町村を東西に分割した際に西側に分割された村が西方村とされたことに由来していると推測されている。

## 地理
指宿市の東部に位置し、中央部を湊川が流れている。字域の北方には指宿市岩本、新西方、南方には指宿市東方、十町、西方には指宿市池田がそれぞれ隣接しており、東方には鹿児島湾に面している。
字域の中央部を指宿枕崎線が南北に通っており、宮ヶ浜駅が所在しており、指宿枕崎線に並行して国道226号が通っており、宮ヶ浜駅と国道226号を鹿児島県道237号宮ケ浜停車場線が結んでいる。
また、北西部を鹿児島県道236号頴娃宮ケ浜線が東西に通っており、東部の海岸沿いを鹿児島県道238号下里湊宮ケ浜線が東西に通っている。
字域の中央部には指宿市立北指宿中学校及び指宿市立指宿小学校が所在している。

### 河川
- 湊川

### 島
- 知林ヶ島 - 字域の東端部に位置する。干潮時には砂州が出現し対岸の東方まで歩いて渡ることが可能[4]。

## 歴史
前身の拾九町村については「東方 (指宿市)#拾九町村」を参照。

### 拾九町村分割による西方村の成立
前身となる拾九町村は江戸時代中期に東西に分割され、延宝2年に拾九町東方村と拾九町西方村に分けられ、享保年間以降に正式に分割され西方村として成立した。
西方村は薩摩国揖宿郡指宿郷（外城）に属し、村高（石高）は「三州御治世要覧」では2,981石余、「旧高旧領取調帳」では2458石余であったとされている。
西方村の宮ヶ浜には指宿郷の地頭屋敷が置かれ、指宿郷の中心であった。
延享元年に指宿郷及び頴娃郷の一部より分割され今和泉郷が成立した。西方村関連では西方村の半分の区域が分割され新西方村（現在の指宿市新西方）として分村され、新西方村は今和泉郷に属した。

### 町村制施行以後
1889年（明治22年）に町村制が施行されたのに伴い、それまでの指宿郷の全域より指宿村が成立し、それまでの西方村は指宿村の大字「西方」となった。1933年（昭和8年）には指宿村が町制施行し指宿町となり、指宿町の大字となった。
1954年（昭和29年）4月1日に指宿町が今和泉村と合併、同時に市制施行し指宿市が成立。それに伴い、指宿市の大字「西方」となる。
2006年（平成18年）1月1日には指宿市が山川町及び開聞町と新設合併し、新制の指宿市となったが、旧指宿市の区域では大字名の変更は無く、住所の表示は従来通り（指宿市西方）である。

## 施設
公共

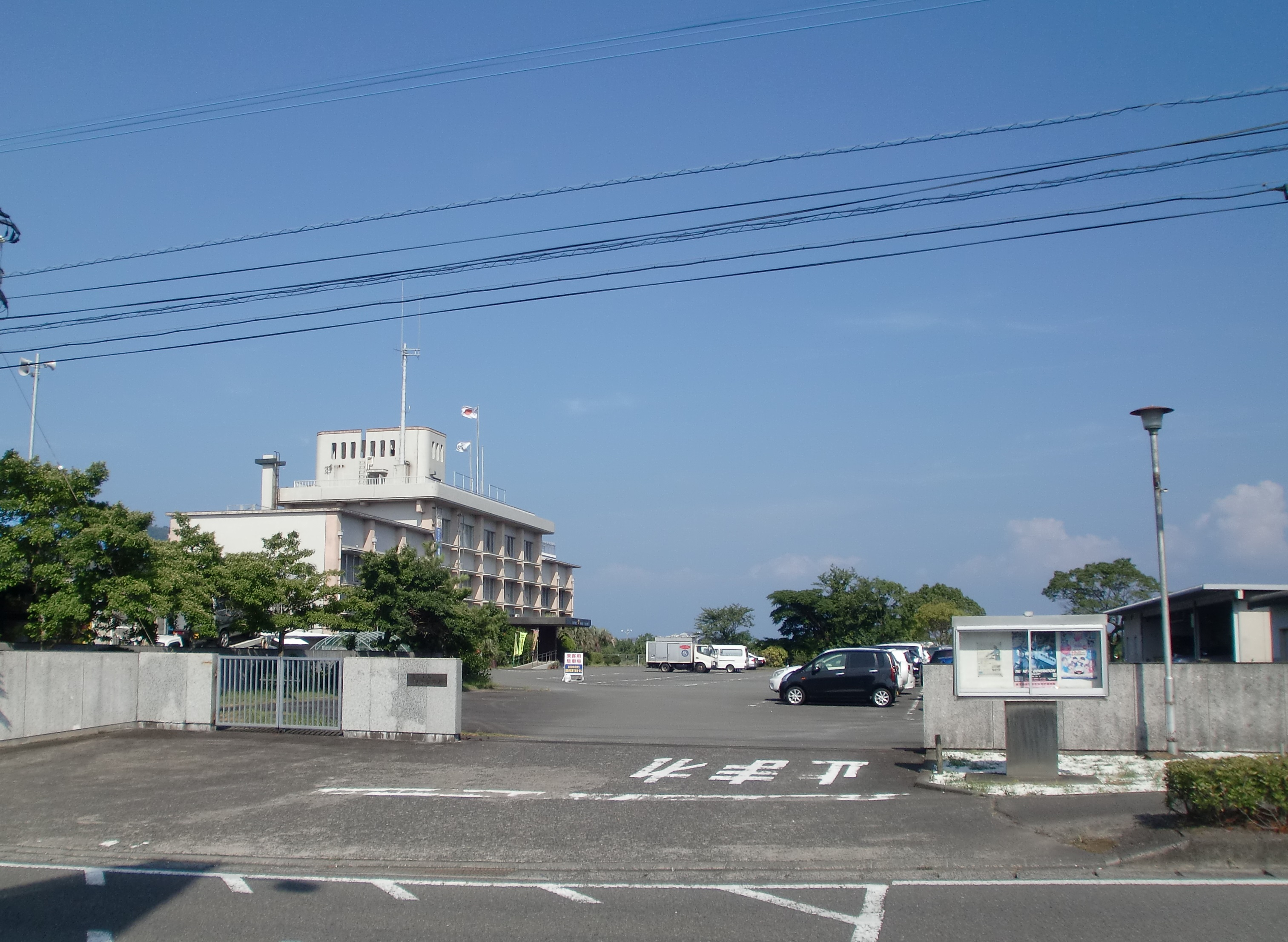
指宿警察署
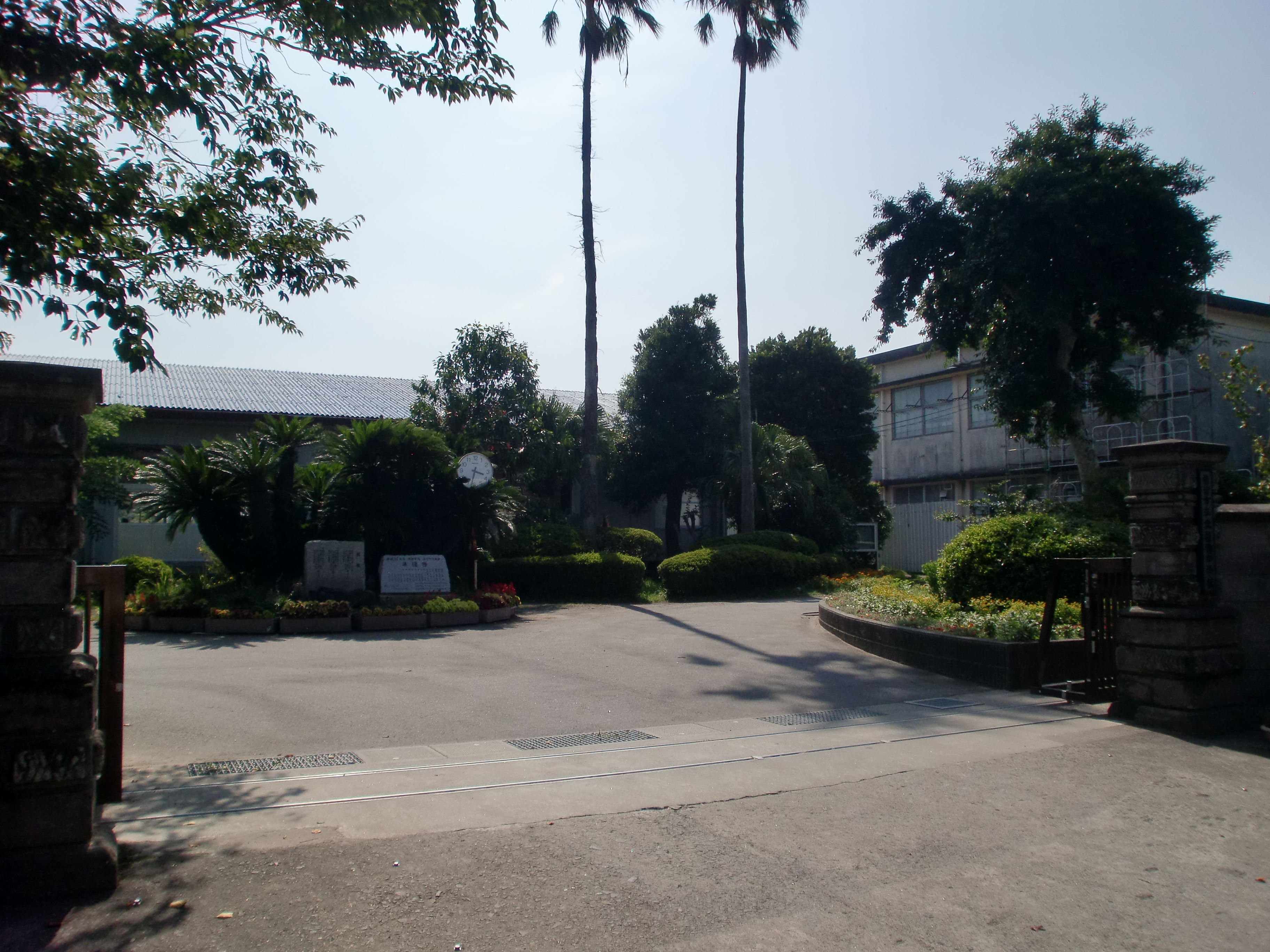
指宿市立北指宿中学校
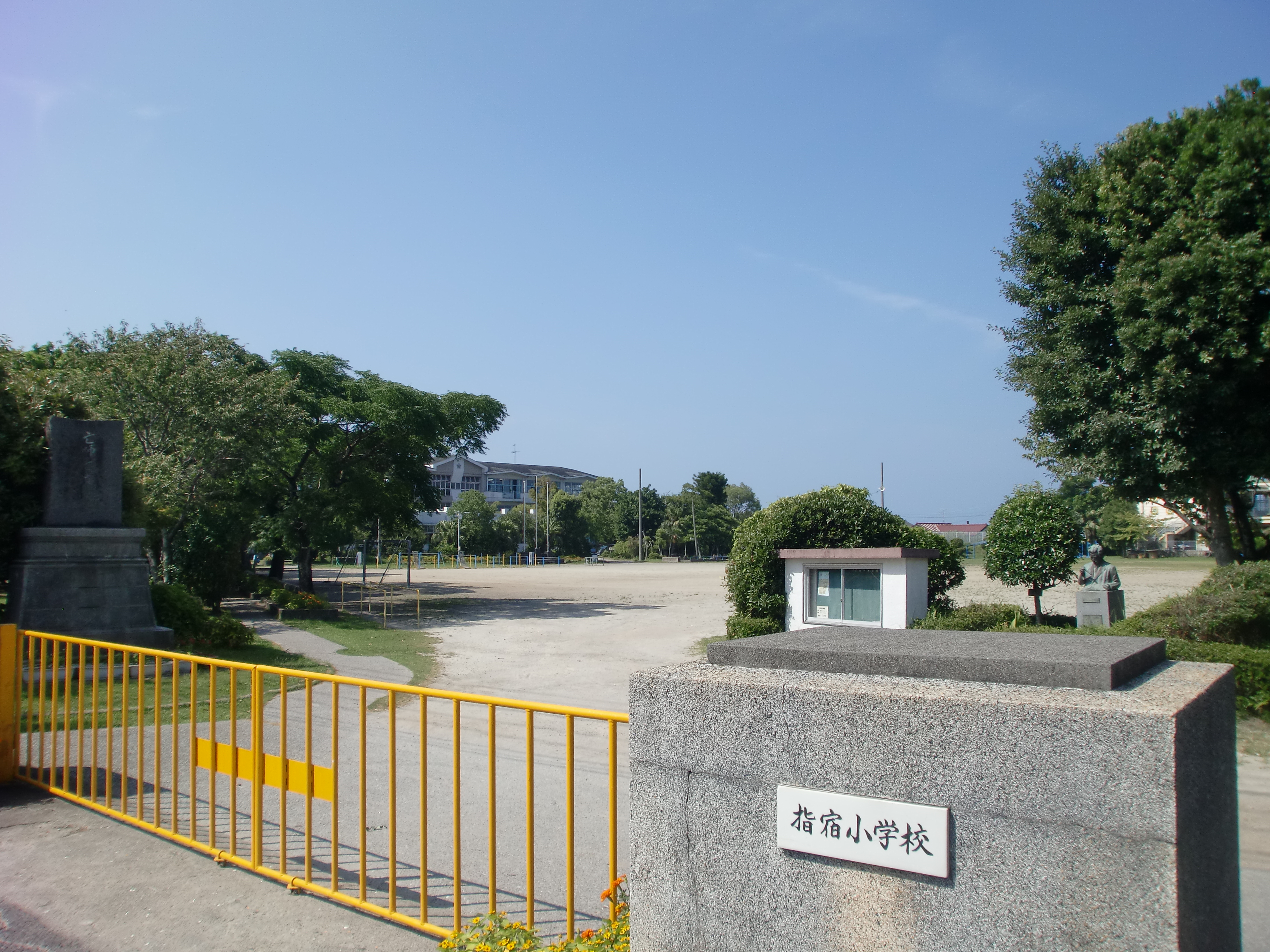
指宿市立指宿小学校

教育
- 指宿市立北指宿中学校
- 指宿市立指宿小学校
- みどり幼稚園

郵便局
- 指宿北郵便局
- 東方簡易郵便局
- 吹越簡易郵便局

寺社
- 指宿報国神社
- 氏神社
- 高祖神社
- 八坂神社
- 信楽寺
- 光明寺

その他
- NTT指宿電報電話局宮ヶ浜分局

- 指宿警察署
- 指宿市立北指宿中学校
- 指宿市立指宿小学校

## 文化財
- 宮ヶ浜港防波堤（国の登録有形文化財）
宮ヶ浜港にある防波堤であり、天保4年12月に着工し、翌年の天保5年7月に完成した[7]。江戸時代末期に遡り大規模石造防波堤として貴重であるとして2008年4月18日に登録された[8]。

## 小・中学校の学区
市立小・中学校に通う場合、学区（校区）は以下の通りとなる。
| 大字 | 地区                 | 小学校             | 中学校               |
| ---- | -------------------- | ------------------ | -------------------- |
| 西方 | 一部を除く全域       | 指宿市立指宿小学校 | 指宿市立北指宿中学校 |
| 西方 | 上吹越、下吹越、尾掛 | 指宿市立魚見小学校 | 指宿市立北指宿中学校 |

## 交通

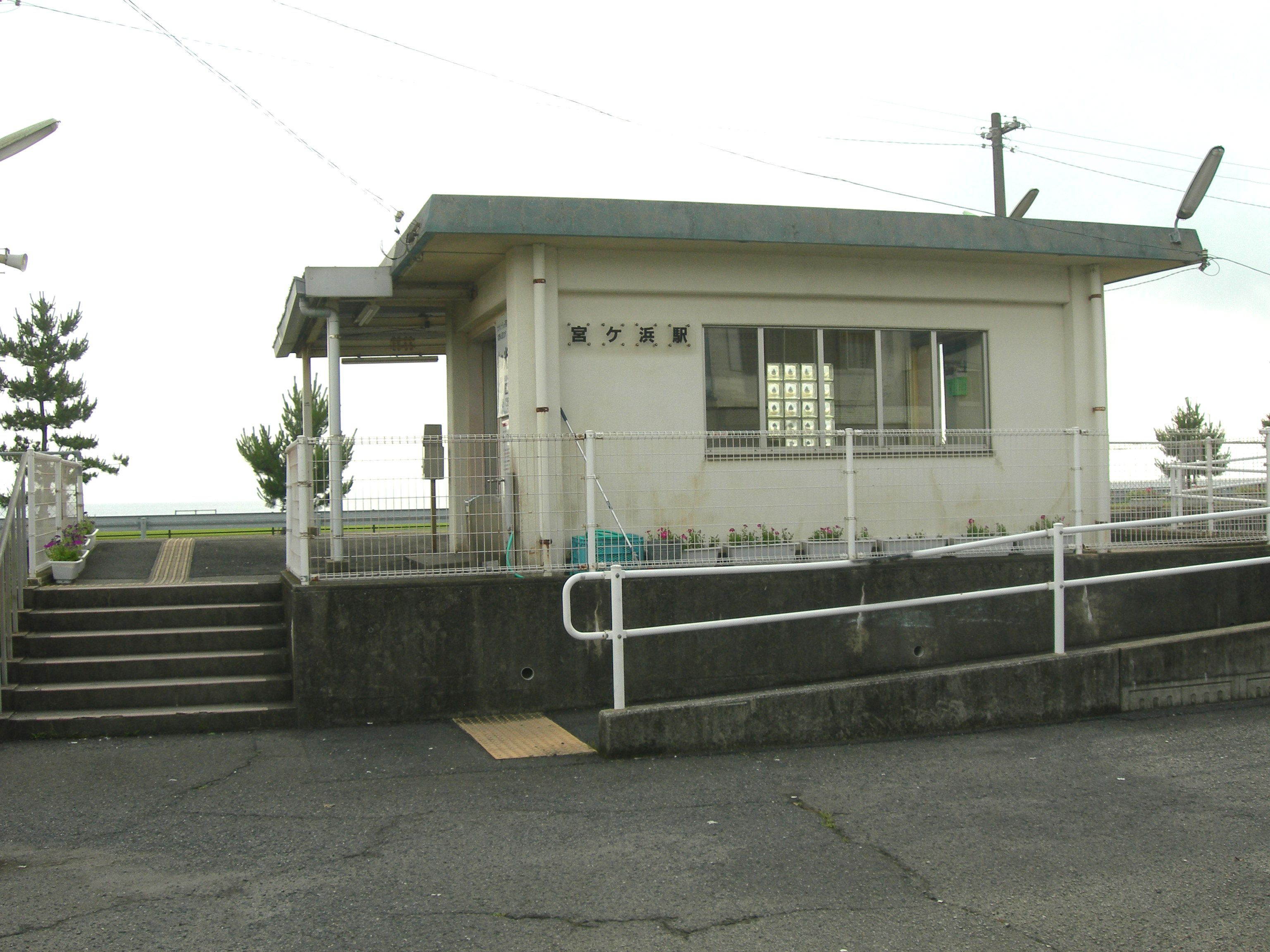
宮ヶ浜駅

### 道路
国道
- 国道226号

県道
- 鹿児島県道236号頴娃宮ケ浜線
- 鹿児島県道237号宮ケ浜停車場線
- 鹿児島県道238号下里湊宮ケ浜線

### 鉄道
九州旅客鉄道指宿枕崎線
- 宮ヶ浜駅

### 港湾
- 魚見港